# Марікопа-Колоні
Марікопа-Колоні (англ. Maricopa Colony) — переписна місцевість (CDP) в США, в окрузі Марікопа штату Аризона. Населення — 854 особи (2020).

## Географія
Марікопа-Колоні розташована за координатами 33°21′47″ пн. ш. 112°13′38″ зх. д. / 33.36306° пн. ш. 112.22722° зх. д. (33.363009, -112.227239). За даними Бюро перепису населення США в 2010 році переписна місцевість мала площу 14,42 км², уся площа — суходіл.

## Демографія
Згідно з переписом 2010 року, у переписній місцевості мешкало 709 осіб у 183 домогосподарствах у складі 151 родини. Густота населення становила 49 осіб/км². Було 201 помешкання (14/км²).
Расовий склад населення:
| - 92,2 % — корінних американців - 1,3 % — білих - 0,3 % — чорних або афроамериканців - 0,1 % — азіатів - 3,1 % — осіб інших рас |

До двох чи більше рас належало 3,0 %. Частка іспаномовних становила 14,2 % від усіх жителів.
За віковим діапазоном населення розподілялося таким чином: 35,0 % — особи молодші 18 років, 59,5 % — особи у віці 18—64 років, 5,5 % — особи у віці 65 років та старші. Медіана віку мешканця становила 25,5 року. На 100 осіб жіночої статі у переписній місцевості припадало 81,3 чоловіків; на 100 жінок у віці від 18 років та старших — 76,6 чоловіків також старших 18 років.
Середній дохід на одне домашнє господарство становив 37 101 долар США (медіана — 33 929), а середній дохід на одну сім'ю — 37 624 долари (медіана — 29 250). Медіана доходів становила 33 750 доларів для чоловіків та 30 600 доларів для жінок. За межею бідності перебувало 41,0 % осіб, у тому числі 46,3 % дітей у віці до 18 років та 0,0 % осіб у віці 65 років та старших.
Цивільне працевлаштоване населення становило 171 осіб. Основні галузі зайнятості: освіта, охорона здоров'я та соціальна допомога — 33,3 %, мистецтво, розваги та відпочинок — 18,1 %, науковці, спеціалісти, менеджери — 12,9 %.